# Zabójstwo Dimebaga Darrella
Zabójstwo Dimebaga Darrella miało miejsce 8 grudnia 2004 w czasie koncertu zespołu Damageplan, kiedy jego gitarzysta i były członek Pantery, Darrell Abbott (znany jako Dimebag) został zastrzelony przez schizofrenika Nathana M. Gale'a. Razem z nim zginęły trzy osoby i sam zamachowiec, a rany odnieśli także dwaj mężczyźni.
Dimebag Darrell został pochowany obok swojej matki na cmentarzu Moore Memorial Gardens w Arlington w Teksasie. W jego sygnowanej logo i wizerunkami zespołu Kiss trumnie (przesłanej przez Gene Simmonsa) umieszczono model gitary Charvel, którą podarował na pogrzeb Eddie Van Halen.
8 grudnia 2005 r. Rodzina Dimebaga złożyła pozew przeciw właścicielom klubu. Oskarżyła ich o złe przeszkolenie ochroniarzy i żądali 25 000 dolarów odszkodowania.

## Sprawca zabójstwa
Zamachowcem okazał się Nathan M. Gale (ur. 11 września 1979), były Marine, którego wyrzucono po dwuletniej służbie i zdiagnozowaniu u niego schizofrenii paranoidalnej.
Wersje co do motywów zamachów różnią się:
- Gale, zagorzały fan Pantery, obwinił braci Darrella i Vincenta Abbottów o jej rozpad. Zemścił się zabijając tego pierwszego.
- Gale uważał, że członkowie Pantery czytają mu w myślach i w swoich piosenkach naśmiewali się z niego

Po oddaniu strzału do muzyka schizofrenik zaatakował widzów i został zastrzelony przez policjanta Jamesa D. Niggemeyera.

## Ofiary
Zamordowani przez Gale'a zostali:
- Dimebag Darrell – zginął na miejscu zabity pięcioma strzałami w głowę i korpus
- Jeffrey "Mayhem" Thompson – ochroniarz
- Erin Halk – pracownik klubu, który pomagał zespołowi przy rozładowaniu sprzętu
- Nathan Bray – fan

Rany postrzałowe odnieśli techniczny John Brooks i menedżer trasy Chris Paluska. Lekko ranny został także Vincent Abbott.